# I vår herres hage (TV-serie, 2020)
I vår herres hage (engelska: All Creatures Great and Small) är en brittisk komedi- och dramaserie vars första säsong hade premiär den 1 september 2020. Första säsongen bestod av sju avsnitt. Seriens andra och tredje säsong som också bestod av sju avsnitt hade premiär i september 2021 respektive september 2022. Serien har blivit förnyad med en fjärde  säsong med planerad premiär 2024. Serien är baserad på James Herriots bokserie som sin tur baserades på hans liv som veterinär i Yorkshire. Serien har tidigare filmatiserats och sändes mellan 1978 och 1990 under samma namn. Seriens tre första säsonger har sänts på SVT.

## Handling
Serien utspelar sig år 1937 i Yorkshire där James Herriot ser sin dröm slå in när han blir veterinärassistent i Yorkshire Dales.

## Rollista i urval
- Nicholas Ralph - James Herriot
- Samuel West - Siegfried Farnon
- Anna Madeley - Mrs Audrey Hall
- Callum Woodhouse - Tristan Farnon
- Rachel Shenton - Helen Alderson (senare Helen Herriot)
- Diana Rigg (säsong 1) - Mrs Pumphrey
- Patricia Hodge (säsong 2- ) - Mrs Pumphrey
- Matthew Lewis - Hugh Hulton
- Maimie McCoy - Dorothy
- Mollie Winnard - Maggie
- Tony Pitts - Richard Alderson
- Imogen Clawson - Jenny Alderson
- Dorothy Atkinson - Diana Brompton
- Will Thorp - Gerald Hammond